# Michelle Ryan
Michelle Claire Ryan (Enfield; 22 de abril de 1984) es una actriz británica. Es más conocida por su interpretación de Zoe Slater en la serie de BBC EastEnders. También protagonizó la adaptación de la serie de televisión estadounidense La mujer biónica (2007) e hizo de lady Christina de Souza en el especial de Pascua de Doctor Who titulado El planeta de los muertos (2009).

## Biografía
Ryan fue miembro del grupo de teatro local desde que tenía 10 años, y obtuvo su papel en EastEnders cuando tenía 15 años y apareció en la serie en septiembre de 2000; para el papel tenía que usar un acento presuntuoso, en lugar de usar su acento normal. En 2005 anunció que se marchaba de EastEnders para concentrarse en el teatro y el cine.

## Carrera
Ryan obtuvo su primera oportunidad interpretando a Sheylla Grands en la serie de televisión Chosen Ones, durante su primera temporada, y como Zoe Slater en la novela de la BBC EastEnders.
Durante el verano de 2005, Ryan apareció durante una temporada en la obra Who's The Daddy? en el teatro King's Head en Londres. La obra de Toby Young y Lloyd Evans está basada en el caso de paternidad de David Blunkett (un antiguo parlamentario).
Ryan se presentó luego al casting para reemplazar a Billie Piper como acompañante del Doctor en Doctor Who; sin embargo, Freema Agyeman fue escogida para el papel. 
Obtuvo un pequeño papel en un episodio de Miss Marple el cual fue transmitido en febrero de 2006, y también apareció en ese mismo año en la película independiente Cashback.
A principios de 2007, Ryan fue elegida como Maria en una nueva adaptación de Mansfield Park y también como Lila en la película I Want Candy, cuyos coprotagonistas fueron Carmen Electra y Mackenzie Crook. En febrero de 2007, fue anunciado que sería la protagonista en el nuevo drama La mujer biónica.
La serie empezó a transmitirse por la cadena estadounidense NBC en septiembre de 2007. Ryan utilizó un acento estadounidense para el papel de Jaime Sommers, excepto en el episodio "Educando a Jaime Sommers", en donde el personaje tiene que ir encubierta como una estudiante inglesa que es transferida a Estados Unidos; para este episodio, utilizó un acento tipo Oxford en lugar de su acento natural londinense. 
Tuvo un entrenamiento profesional de baile lo cual le ayudó para poder realizar las escenas de acción de la serie sin necesidad de usar dobles.
En el evento de caridad Red Nose Day de 2007, Ryan apareció en un nuevo sketch de Mr. Bean, el cual fue escrito y grabado para Comic Relief. También apareció brevemente en la película Flick, junto con Faye Dunaway y Leslie Phillips.
En mayo de 2007, Ryan reveló que había audicionado para el rol de Vesper Lynd en la película de James Bond Casino Royale, papel que finalmente se llevó Eva Green.
Antes de La mujer biónica,  apareció en la miniserie televisiva Jekyll, de la BBC, una versión contemporánea de El extraño caso del Dr. Jekyll y Mr. Hyde, protagonizada por James Nesbitt. Esta miniserie salió al aire el 16 de junio de 2007, y fue lanzada en DVD en Estados Unidos el 18 de septiembre de 2007, una semana antes del estreno de La mujer biónica.
En 2008, protagonizó junto a Sean Maguire y Adam García la miniserie británica de drama, romance y comedia Mr. Eleven.
Luego, actuó como la hechicera Nimueh en el drama de BBC Merlín junto a sus protagonistas Colin Morgan y Bradley James. Después interpretó a Lady Chritina de Souza en el Especial de Pascua 2009 de Doctor Who El planeta de los muertos, que salió al aire el 11 de abril de aquel año.
Más adelante, filmó junto a Kevin Mckidd en Glasgow el drama de la BBC One Night in Emergency, dirigido por Michael Offer.

## Curiosidades
- Está contratada por Independent Models en Londres y es patrocinadora de "Clic Sargent", entidad que ayuda a niños con cáncer.
- Estuvo en el puesto #70 de las 100 mujeres más sexys de la revista FHM en 2002; #21 en 2004; #4 en 2005; #59 en 2007; #82 en 2008 y #83 en 2009.
- Fue invitada por Hugh Hefner a posar desnuda para la revista Playboy, pero rechazó la oferta.
- Originalmente el nombre de la mujer biónica se escribía "Jamie", pero lo tuvieron que cambiar a "Jaime" cuando Lindsay Wagner (la mujer biónica de los años 1970) se equivocó en una escena y los productores decidieron que era mejor cambiar el nombre que volver a filmar la escena.

## Filmografía

### Televisión
| Año       | Título                             | Rol                            | Notas                                     |
| --------- | ---------------------------------- | ------------------------------ | ----------------------------------------- |
| 2000      | The Worst Witch                    | Dolores                        | Episodio: "Fair Is Foul & Fouls Are Fair" |
| 2000      | Burnside                           | Amiga del colegio              | 2 episodios                               |
| 2000–2005 | EastEnders                         | Zoe Slater                     | Regular, 534 episodios                    |
| 2003      | EastEnders: Slaters in Detention   | Zoe Slater                     | Spinoff de EastEnders                     |
| 2003      | Comic Relief 2003: The Big Hair Do | Zoe Slater                     | Especial                                  |
| 2006      | Agatha Christie's Marple           | Rose Waters                    | Episodio: "By the Pricking of My Thumbs"  |
| 2007      | Comic Relief 2007: The Big One     | Kate                           | Segmento: "Mr. Bean's Wedding"            |
| 2007      | Mansfield Park                     | Maria Bertram                  | Film para TV                              |
| 2007      | Jekyll                             | Katherine Reimer               | 6 episodios                               |
| 2007      | La mujer biónica                   | Jaime Sommers                  | 8 episodios                               |
| 2008      | Merlin                             | Nimueh                         | 4 episodios                               |
| 2009      | Doctor Who                         | Lady Christina de Souza        | Episodio: "Planet of the Dead"            |
| 2009      | Mr Eleven                          | Saz Paley                      | Miniserie en 2 partes                     |
| 2013      | Covert Affairs                     | Helen Hanson / Teresa Hamilton | 5 episodios en la temporada 4             |
| 2014      | Death in Paradise                  | Lexi Cunningham                | Episodio 3.2                              |
| 2018      | True Horror                        | Vanessa Mitchell               | Episodio: "The Witches' Prison"           |
| 2019–2020 | Dark Stories                       | Carrie                         | 2 episodios                               |

### Film
| Año  | Título                | Rol             | Notas             |
| ---- | --------------------- | --------------- | ----------------- |
| 2006 | Cashback              | Suzy            |                   |
| 2007 | I Want Candy          | Lila            |                   |
| 2008 | Flick                 | Sandra Martin   |                   |
| 2010 | 4.3.2.1.              | Kelly           |                   |
| 2010 | Huge                  | Cindy           |                   |
| 2011 | Cleanskin             | Emma            |                   |
| 2011 | Love's Kitchen        | Shauna          |                   |
| 2011 | Girl Walks into a Bar | Loretta         |                   |
| 2012 | Cockneys vs Zombies   | Katy            |                   |
| 2012 | The Man Inside        | Alexia Sinclair |                   |
| 2015 | Andron                | Elanor          |                   |
| 2017 | The Last Photograph   | Maryam          |                   |
| 2019 | Somnium               | Joan Kepler     | Corto             |
| 2023 | Frankenstein: Legacy  | Lady Charlotte  | En postproducción |
| 2024 | Dragged Up Dirty      | Lisa Kendall    | En postproducción |